# Martha Mosse
Pour les articles homonymes, voir Mosse.
Martha Mosse (29 mai 1884 - 2 septembre 1977 à Berlin), est une avocate allemande juive et lesbienne ainsi que la première femme enseignante de Prusse au quartier général de la police de Berlin. Survivante de l'Holocauste, Martha Mosse témoigne aux procès de Nuremberg.
Première femme commissaire de police (Polizeirätin) de Prusse en 1926, Martha Mosse est responsable de la censure, alors qu'elle est elle-même lesbienne. En raison de son origine juive, Martha Mosse est renvoyée fin 1933. Elle travaille alors pour l'association des juifs du Reich en Allemagne jusqu'à sa déportation en juin 1943 dans le ghetto de Theresienstadt, un camp de concentration dans le protectorat de Bohême et de Moravie (aujourd'hui Terezín en République tchèque). Elle y bénéficie d'un statut privilégié.
Elle retrouve sa compagne Erna Stock en 1945 et travaille à Berlin, d'abord comme traductrice auprès des autorités américaines pour les différents procès de Nuremberg, puis de 1948 à 1953 au sein de la police criminelle berlinoise. Après avoir pris sa retraite en 1953, elle s'engage auprès de la Frauenbund (union des femmes) de Berlin.

## Biographie

### Enfance
Martha Mosse est l'aînée des cinq enfants de Lina et Albert Mosse et la nièce de Rudolf Mosse. En février 1886, la famille s'installe au Japon, car Albert Mosse accompagne la réorganisation de l'administration japonaise en tant que conseiller, à la demande du gouvernement japonais. Après son retour en 1890, la famille déménage l'année suivante de Berlin à Königsberg. 

### Éducation
Martha Mosse reçoit d'abord un enseignement privé, puis entre à la Höhere Töchterschule (école secondaire). Après avoir terminé sa scolarité en 1902, elle entreprend de longs voyages avec sa famille. Lorsque celle-ci retourne à Berlin en 1907, Martha Mosse entame des études de chant. Faute de talent, elle abandonne ses études musicales en 1910. Elle devient bénévole à la Deutsche Zentrale für Jugendfürsorge et suit un cours à l'École sociale pour femmes. Elle dirige ensuite les affaires de l'Organisation pour la protection des enfants sans surveillance et reçoit pour cette activité la croix du mérite civil.
En 1916, elle quitte la Deutsche Zentrale für Jugendfürsorge et suit d'abord, en tant qu'auditrice « invitée » ou dite « bénévole » (comprendre auditrice libre), des cours de droit à l'Université de Heidelberg et à l'Université Humboldt de Berlin. Cependant, comme elle n'a pas passé le baccalauréat de premier cycle universitaire, elle ne peut obtenir de diplôme. Néanmoins, elle est autorisée à Heidelberg à obtenir le doctorat en droit en août 1920 en présentant une thèse de doctorat intitulée Droit à l'éducation de l'enfant.

### Carrière
Grâce à l'obtention d'une autorisation spéciale, Martha Mosse accomplit un stage de six mois au tribunal d'instance de Berlin-Schöneberg en tant que juriste stagiaire, puis est employée comme assistante juridique au Preußisches Ministerium für Volkswohlfahrt (de) (Ministère prussien du bien-être social).
En août 1922, Carl Severing la nomme à la Préfecture de police de Berlin. Martha Mosse y travaille d'abord dans le département du théâtre comme responsable de la surveillance du respect des dispositions relatives à la protection des enfants lors des représentations théâtrales, des tournages de films et autres représentations publiques. En raison de ses bons résultats, elle est promue conseillère de police en 1926. Martha Mosse est ainsi la première femme officier de police de haut rang (conseillère de police) en Prusse. Cette promotion s'accompagne d'une augmentation de ses responsabilités. Elle est désormais chargée de la surveillance des agences de placement dans le théâtre, le cinéma et les cirques, ainsi que du respect des heures de repos du dimanche et des jours fériés. Martha Mosse est également chargée de la surveillance du respect de la loi sur la lutte contre la honte et la saleté (Gesetzes zur Schund- und Schmutzbekämpfung) et de la lutte contre les étalages choquants (Bekämpfung anstößiger Auslagen).
Martha Mosse vit depuis le milieu des années 1920 avec sa partenaire non juive Erna Sprenger à Berlin-Halensee,.

## Période du national-socialisme
Peu après l'arrivée au pouvoir des Nazis, Martha Mosse est suspendue de ses fonctions de police en raison de ses origines juives par la Loi allemande sur la restauration de la fonction publique du 7 avril 1933. Elle ne reçoit plus de salaire et est licenciée le 1er janvier 1934. Elle s'engage alors à plein temps dans la Communauté juive de Berlin (de) (JGB) où elle est chargée de conseiller les commerçants sur le plan juridique, en les informant des restrictions professionnelles. À partir de 1939, elle dirige le service de conseil en matière de logement, où les citoyens juifs qui ont perdu leur logement se voient proposer un nouveau quartier. Après le début de la Déportation des Juifs d'Allemagne (de), Martha Mosse fait de plus en plus de demandes de restitution pour ses clients et s'efforce d'éviter de plus grands malheurs. Début octobre 1941, Martha Mosse, Moritz Henschel et Philipp Kozower sont informés par la Gestapo de Berlin que la « relocalisation » des juifs de Berlin va commencer et que la JGB doit y participer. Malgré de sérieuses réserves, les responsables de la JGB décident de participer aux mesures de relocalisation forcée, car on les menace de laisser la SA et la SS se charger de l'exécution de ces mesures. La JGB doit faire remplir des questionnaires à ses membres, à partir desquels la Gestapo constitue des convois de déportation. D'octobre 1942 à janvier 1943, Alois Brunner du Eichmannreferat (de) mène la déportation des juifs de Berlin de la manière la plus brutale possible avec un Einsatzkommando. À partir de janvier 1943, la Gestapo de Berlin est à nouveau responsable des déportations.
Le 17 juin 1943, Martha Mosse est déportée dans le ghetto de Theresienstadt, un camp de concentration dans le protectorat de Bohême et de Moravie (aujourd'hui Terezín en République tchèque). Elle y bénéficie d'un statut privilégié. Grâce à l'intervention de la veuve d'un ancien ambassadeur au Japon, elle peut éviter une déportation vers le camp d'extermination d'Auschwitz. À Theresienstadt, Martha Mosse est juge d'instruction au sein du « département des détectives », puis, à partir du début de l'année 1945, au tribunal de « l'autogestion juive » et, de mai 1945 jusqu'à sa libération le 1er juillet 1945, à la direction de la « Centralvidenz » le principal service administratif du camp. Les délits et les infractions jugées sont des vols, des petits cambriolages et des bagarres.
Elle retrouve sa compagne Erna Sprenger (Erna Stock) en 1945.

## Après la guerre
Après la Libération, Martha Mosse reprend un emploi à Berlin, qu'elle perd à nouveau en raison d'accusations concernant son ancienne activité au service d'aide au logement de la JGB. Alice Hirschberg l'accuse de collaboration et de crimes contre l'humanité. Martha Mosse, déjà disculpée par les autorités alliées et classée comme victime du fascime (de), se présente à un procès d'honneur de la communauté juive. Elle n'y est pas reconnue coupable de collaboration, mais n'est pas non plus clairement disculpée. Comme elle ne peut pas émigrer aux États-Unis avec sa compagne, qui n'a pas obtenu de visa, le couple décide de continuer de vivre à Berlin. Martha Mosse conseille les autorités de la Zone d'occupation américaine en Allemagne pour tout ce qui concerne les Procès de Nuremberg et travaille dans ce cadre comme traductrice. Elle fait une déposition en février 1948 en tant que témoin de l'accusation contre Gottlob Berger dans le procès de la Wilhelmstrasse,.
Martha Mosse travaille d'août 1948 jusqu'à sa retraite en 1953 à la Kriminalpolizei de Berlin et au service de la circulation à la préfecture de police. Ensuite, elle s'engage jusque dans les années 1970 auprès de la Frauenbund (union des femmes) de Berlin, dont elle devient la vice-présidente et se consacre au comité d'aide aux personnes âgées du mouvement féministe. Ses Souvenirs, annexe : Die jüdische Gemeinde zu Berlin 1934-1943, paraissent en juillet 1958. Elle meurt le 2 septembre 1977 à Berlin.